# Resolució 437 del Consell de Seguretat de les Nacions Unides
La Resolució 437 del Consell de Seguretat de les Nacions Unides, fou aprovada el 10 d'octubre de 1978, després de recordar la resolució 253 (1968) que va impedir que els Estats membres permetessin als que estaven connectats al règim de la Colònia de Rhodèsia del Sud per entrar al seu territori, el Consell va prendre nota amb pesar de la decisió dels Estats Units per permetre Ian Smith i d'altres membres del "règim il·legal" d'entrar al país. Per tant, la resolució considera que aquesta acció incompleix la Resolució 253.
El Consell demana als Estats Units que compleixin les disposicions del Consell de Seguretat i expressin l'esperança que els Estats Units continuïn exercint la seva influència a la Colònia de Rhodèsia del Sud perquè es pugui assolir el govern de la majoria.
La resolució va ser aprovada per 11 vots contra cap; Canadà, Alemanya Occidental, Regne Unit i Estats Units es van abstenir.